# Eriomastyx latus
Eriomastyx latus är en fjärilsart som beskrevs av Rothschild 1905. Eriomastyx latus ingår i släktet Eriomastyx och familjen björnspinnare. Inga underarter finns listade i Catalogue of Life.